# Lacturídeos
Lacturídeos (Lacturidae) são uma família de insectos da ordem Lepidoptera.